# Джессел, Томас
Томас Джессел (англ. Thomas Michael Jessell; 2 августа 1951, Лондон, Великобритания — 29 апреля 2019) — английский учёный. Труды в основном посвящены биохимии и молекулярной биофизике.

## Карьера
Работал в Колумбийском университете. Получил известность как исследователь клеточных и молекулярных процессов объединения отдельных нервных клеток в нейронные сети в двигательных системах спинного мозга. Также известны его исследования роли отдельных генов.

## Награды
Среди наград:
- 1994 — Премия НАН США за научное рецензирование[англ.], «For his contributions, by writing and editing reviews, to bridging the fields of developmental neurobiology and developmental biology»
- 2001 — Премия фонда «March of Dimes» по биологии развития (совместно с Corey Goodman[нем.]), «For their extraordinary body of work that has helped revolutionize the molecular understanding of central nervous system development and function.»[6]
- 2003 — Pasarow Award[англ.]
- 2008 — Премия Кавли (совместно с Стеном Грильднером[англ.] и Паско Ракичом), «For discoveries on the developmental and functional logic of neuronal circuits»[7]
- 2009 — Нейронаучная премия Перла−UNC[англ.]
- 2012 — Международная премия Гайрднера, «For research in defining the genetic and molecular pathways leading to the complex development of the spinal cord, with implications for therapeutic applications.»[8]
- 2014 — Премия Грубера по неврологии, «for his pioneering work on the differentiation of spinal cord neurons and their wiring into networks.»[9]
- 2014 — Vilcek Prize[англ.]
- 2016 — Премия Ральфа Джерарда[нем.]

Является членом Лондонского королевского общества (1999) и EMBO. Является иностранным членом Национальной академии наук США (2002), Американской академии искусств и наук, и Норвежской академии наук.